# Сантандер (департамент)
Санта̀ндер (на испански: Santander) е един от тридесет и двата департамента на южноамериканската държава Колумбия. Намира се в североцентралната част на страната. Департаментът е с население от 2 280 908 жители (към 30 юни 2020 г.) и обща площ от 30 561 км². Сформиран е на 13 май 1857 г.